# Macroagelaius subalaris
Macroagelaius subalaris là một loài chim trong họ Icteridae.